# Tresques

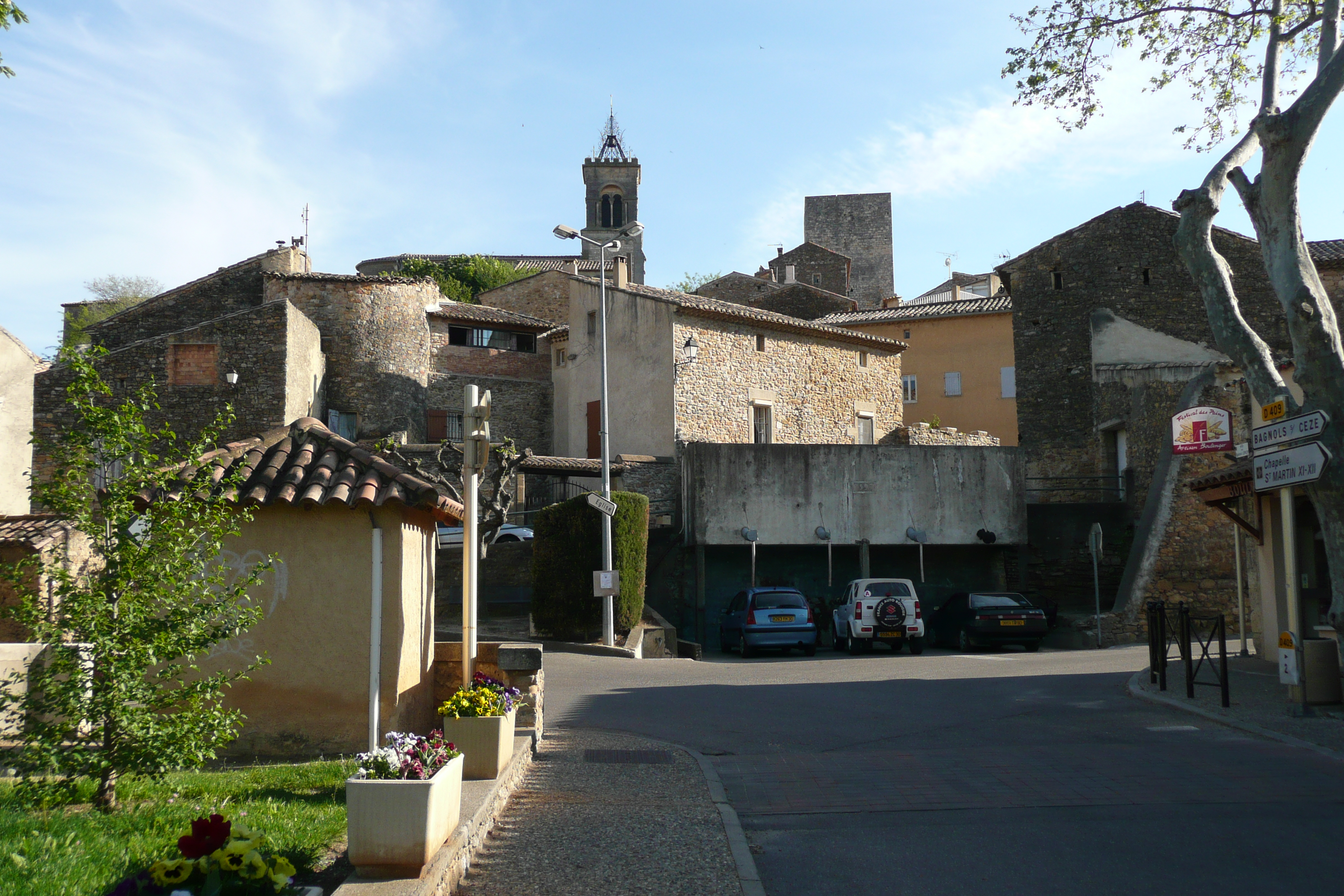

Tresques là một xã trong vùng Occitanie. Xã Tresques nằm ở khu vực có độ cao trung bình 72 mét trên mực nước biển.